# Wilhelm Miklas
Wilhelm Theresia Miklas (15. října 1872 Kremže – 20. března 1956 Vídeň) byl rakouský křesťansko-sociální politik, v letech 1928–1938 třetí prezident Rakouska.

## Životopis

### Mládí
Wilhelm Miklas se narodil jako syn poštovního úředníka v dolnorakouské Kremži. Jeho děd z otcovy strany pocházel z jihočeských Černětic.
Po studiu na gymnáziu v Seitenstettenu studoval historii a geografii na univerzitě ve Vídni. Poté se stal středoškolským učitelem a vyučoval v Terstu, Prostějově a Hornu, V letech 1905 až 1922 byl ředitelem gymnázia v Hornu.

### Politická kariéra
Politicky aktivní byl již za Rakouska-Uherska, v roce 1905 se stal členem Křesťansko-sociální strany. Ve volbách do Říšské rady roku 1907 se stal poslancem Říšské rady (celostátní parlament), kam byl zvolen za okrsek Dolní Rakousy 59. Usedl do poslanecké frakce Křesťansko-sociální sjednocení. Opětovně byl zvolen za týž obvod i ve volbách do Říšské rady roku 1911 a ve vídeňském parlamentu setrval do zániku monarchie.
Jeho politická kariéra ovšem vyvrcholila až za první rakouské republiky. Po pádu monarchie byl v letech 1918 až 1919 členem Provizorního národního shromáždění a v letech 1919 až 1920 Ústavodárného národního shromáždění. V roce 1920 byl poprvé zvolen do Národní rady Rakouska, od roku 1923 do roku 1928 byl jejím předsedou.
Dne 10. prosince 1928 byl zvolen rakouským prezidentem a tuto pozici zastával po deset let. Za tuto dobu se pod ním vystřídali předsedové vlád Ignaz Seipel, Ernst Streeruwitz, Johann Schober, Karl Vaugoin, Otto Ender, Karl Buresch, Engelbert Dollfuss, Kurt Schuschnigg a Arthur Seyß-Inquart. Ve funkci tak zažil éru demokratické parlamentní vlády, následné období austrofašismu a v závěru i převzetí moci nacisty a následný zánik rakouské suverenity připojením k Německu.
Miklas byl mezi rakouskými nacisty velmi neoblíben, protože odmítl udělit milost vrahům kancléře Engelberta Dollfusse po neúspěšném puči v roce 1934. Dne 11. března 1938 odmítl Miklas návrh Hermanna Göringa, aby byl Arthur Seyß-Inquart jmenován kancléřem. Oproti tomu nacisté nelenili, a protože byli dobře organizováni, podařilo se jim během hodiny obsadit velkou část Vídně, včetně ministerstva vnitřních záležitostí, které kontrolovalo policii. Nakonec Miklas kapituloval a jmenoval Seyß-Inquarta kancléřem. Den poté bylo Rakousko připojeno k nacistickému Německu. 
Po anšlusu byl Miklas zbaven funkce (která ostatně zanikla) a uvržen do domácího vězení. Během druhé světové války ani po ní již nebyl politicky aktivní. V lednu 1948 byl vyslýchán v rámci následných norimberských procesů, konkrétně pak během tzv. ministerského procesu. Zemřel 20. března 1956 ve Vídni.

## Vyznamenání
- rytíř Nejvyššího řádu Kristova (Vatikán)